# Puy de Montgy
Le puy de Montgy est un sommet d'origine volcanique culminant à 1 133 m d'altitude dans le département français du Puy-de-Dôme.

## Géographie
Le puy de Montgy est situé à l'est du hameau de Recoleine sur la commune de Nébouzat, dans la chaîne des Puys, au sein du Massif central.